# Erlach, Feld am See
Erlach je naselje v Občini Feld am See v Okraju Beljak-dežela na Koroškem v Avstriji.